# Bourg-Madame
Bourg-Madame (Catalaans: la Guingueta d'Ix) is een gemeente in het Franse departement Pyrénées-Orientales (regio Occitanie). De plaats maakt deel uit van het arrondissement Prades. Bourg-Madame telde op 1 januari 2022 1.194 inwoners. In de gemeente ligt spoorwegstation Bourg-Madame.

## Geografie
De oppervlakte van Bourg-Madame Le Boulou bedroeg op 1 januari 2022 7,85 vierkante kilometer; de bevolkingsdichtheid was toen 152,1 inwoners per km². De gemeente ligt in de streek Cerdagne.

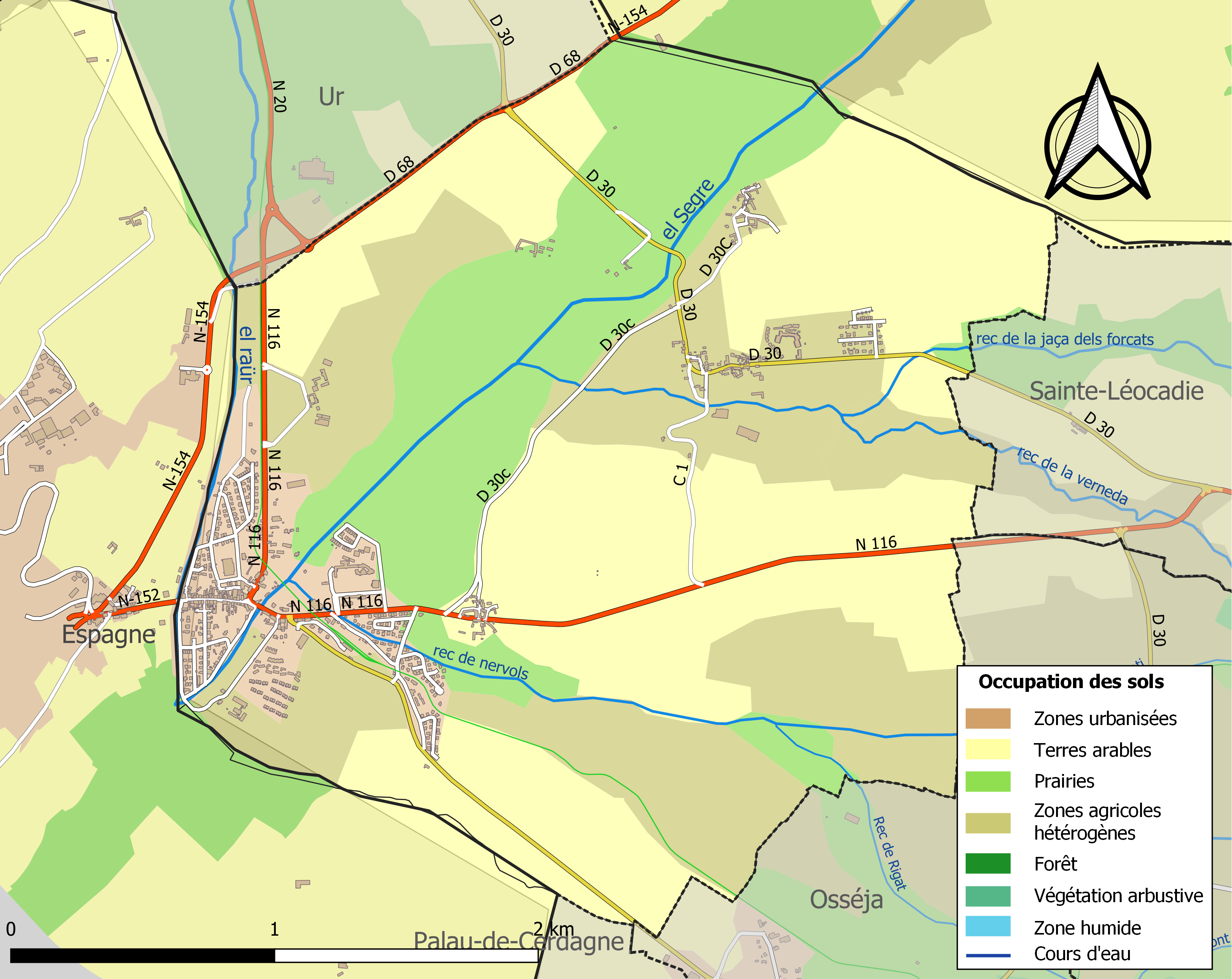
Kaart van de gemeente met de belangrijkste infrastructuur, bodemgebruik en omliggende gemeenten

## Demografie
Onderstaande figuur toont het verloop van het inwonertal (bron: INSEE-tellingen).

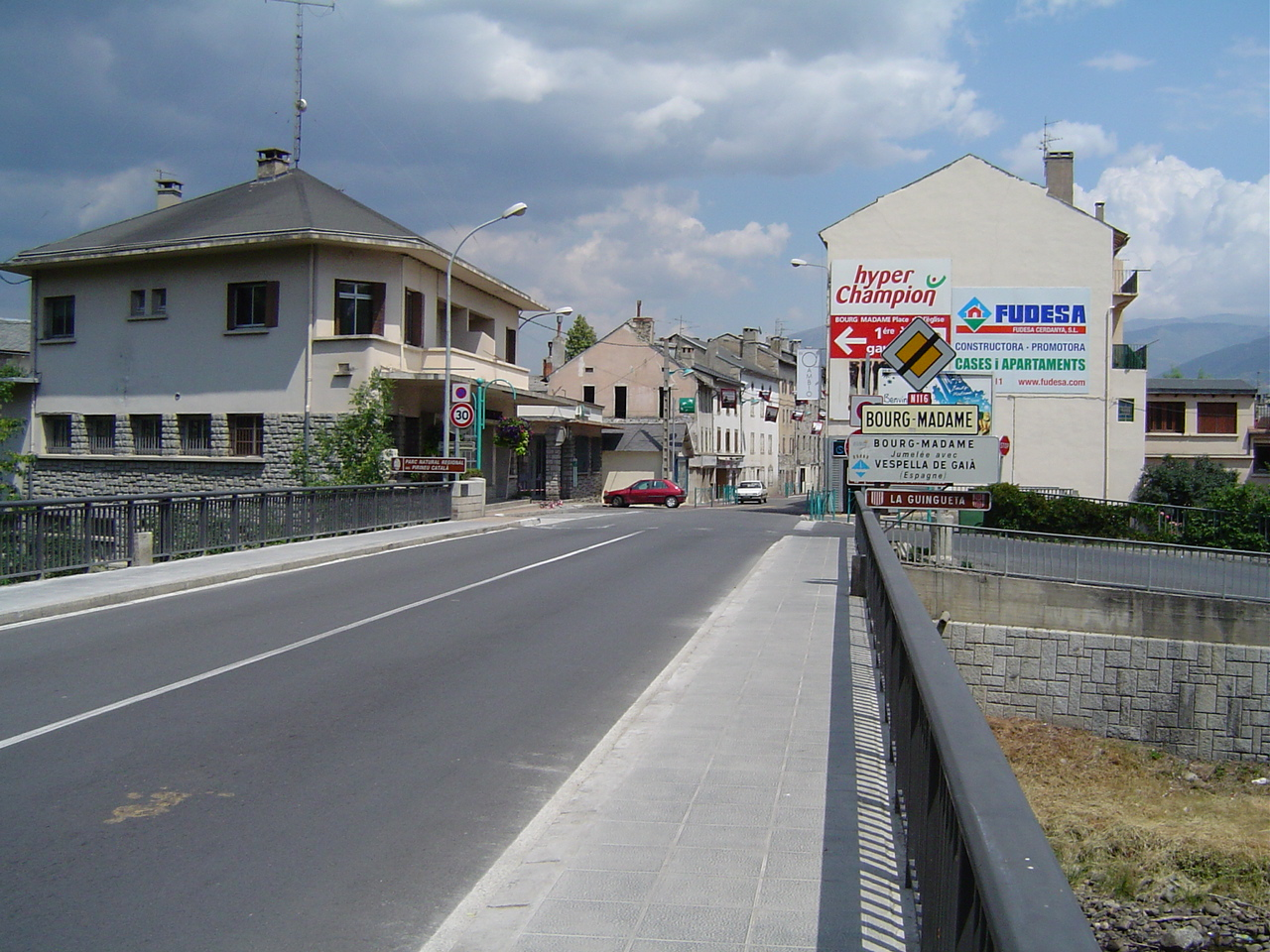
Midden van deze brug zijn de 2 grenspalen te zien van Spanje en Frankrijk

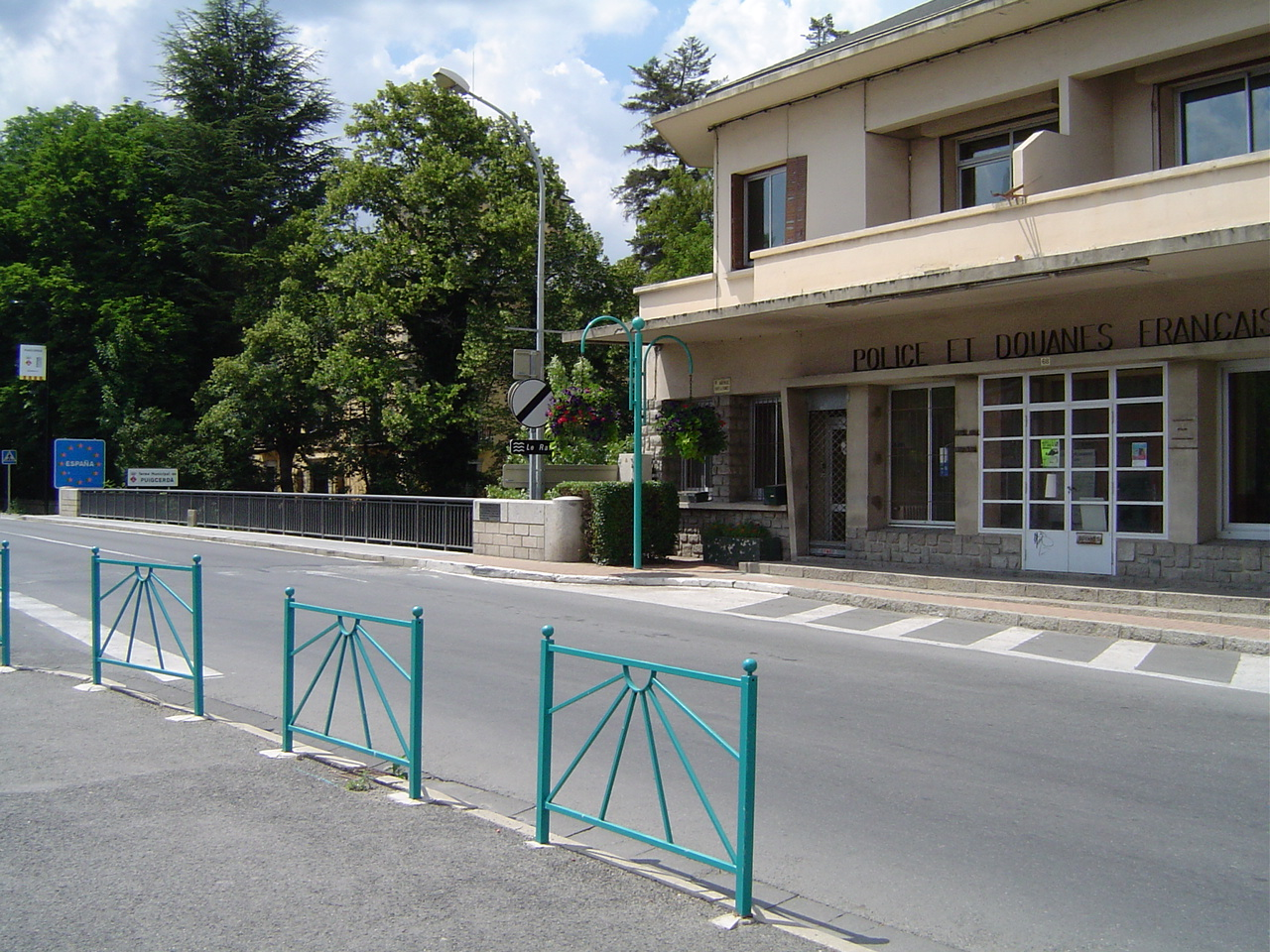
Gezien vanuit Frankrijk de grens van Spanje en Frankrijk